# Liste des empereurs du Japon de l'Antiquité
Cette liste parle des empereurs du Japon pendant l'Antiquité.

## Antiquité(古代,Kodai?)
| Rang                       | Noms de règne        | Kanji      | Dates de vie | Dates de règne | Notes                                                                                                |
| -------------------------- | -------------------- | ---------- | ------------ | -------------- | --- |
| Période Yamato             |                      |            |              |                | |
| Période Kofun              |                      |            |              |                | |
| 17                         | Richū                | 履中天皇   | 336-405      | 400-405        | Son fils. Dates probablement inexactes.                                                              |
| 18                         | Hanzei               | 反正天皇   | 352-411      | 406-411        | Son frère. Dates probablement inexactes.                                                             |
| 19                         | Ingyō                | 允恭天皇   | 374-453      | 412-453        | Leur frère. Dates probablement inexactes.                                                            |
| 20                         | Ankō                 | 安康天皇   | 401-456      | 454-456        | Son fils. Dates probablement inexactes.                                                              |
| 21                         | Yūryaku              | 雄略天皇   | 418-479      | 457-479        | Son frère. Dates probablement inexactes.                                                             |
| 22                         | Seinei               | 清寧天皇   | 444-484      | 480-484        | Son fils. Dates probablement inexactes.                                                              |
| 23                         | Kenzō                | 顕宗天皇   | 440-487      | 485-487        | Son cousin issu de germain, petit-fils de Richū. Dates probablement inexactes.                       |
| 24                         | Ninken               | 仁賢天皇   | 448-498      | 488-498        | Son frère. Dates probablement inexactes.                                                             |
| 25                         | Buretsu              | 武烈天皇   | 489-507      | 499-507        | Son fils. Dates probablement inexactes.                                                              |
| 26                         | Keitai               | 継体天皇   | 450-531      | 507-531        | Descendant supposé d'Ōjin. Dates probablement inexactes. Possible fondateur d'une nouvelle dynastie. |
| 27                         | Ankan                | 安閑天皇   | 466-535      | 531-535        | Son fils. Dates probablement inexactes.                                                              |
| 28                         | Senka                | 宣化天皇   | 467-539      | 535-539        | Son frère. Dates probablement inexactes.                                                             |
| Période Asuka (552-710)    |                      |            |              |                | |
| 29                         | Kimmei               | 欽明天皇   | 509-571      | 539-571        | Leur frère.                                                                                          |
| 30                         | Bidatsu              | 敏達天皇   | 538-585      | 572-585        | Son fils.                                                                                            |
| 31                         | Yōmei                | 用明天皇   | 540-587      | 585-587        | Son frère.                                                                                           |
| 32                         | Sushun               | 崇峻天皇   | 523-592      | 587-592        | Leur frère.                                                                                          |
| 33                         | Suiko                | 推古天皇   | 554-628      | 593-628        | Leur sœur. Première impératrice régnante.                                                            |
| 34                         | Jomei                | 舒明天皇   | 593-641      | 629-641        | Son petit-neveu, petit-fils de Bidatsu.                                                              |
| 35                         | Kōgyoku              | 皇極天皇   | 594-661      | 642-645        | Sa nièce et épouse. Impératrice, régna deux fois (voir no 37).                                       |
| 36                         | Kōtoku               | 孝徳天皇   | 597-654      | 645-654        | Son frère.                                                                                           |
| 37                         | Saimei               | 斉明天皇   | 594-661      | 655-661        | Impératrice, régna deux fois (voir no 35).                                                           |
| 38                         | Tenchi               | 天智天皇   | 626-671      | 661-671        | Son fils et celui de Jomei.                                                                          |
| 39                         | Kōbun                | 弘文天皇   | 648-672      | 672            | Son fils.                                                                                            |
| 40                         | Temmu                | 天武天皇   | 622-686      | 672-686        | Son oncle, frère de Tenchi.                                                                          |
| 41                         | Jitō                 | 持統天皇   | 645-703      | 686-697        | Son épouse et nièce, fille de Tenchi. Impératrice.                                                   |
| 42                         | Mommu                | 文武天皇   | 683-707      | 697-707        | Son petit-fils et celui de Temmu.                                                                    |
| 43                         | Gemmei               | 元明天皇   | 661-722      | 707-715        | Sa mère, fille de Tenchi. Impératrice.                                                               |
| Époque de Nara (710-794)   |                      |            |              |                | |
| 43                         | Gemmei               | 元明天皇   | 661-722      | 707-715        | Sa mère, fille de Tenchi. Impératrice.                                                               |
| 44                         | Genshō               | 元正天皇   | 680-748      | 715-724        | Sa fille. Impératrice.                                                                               |
| 45                         | Shōmu                | 聖武天皇   | 701-756      | 724-749        | Son neveu, fils de Mommu.                                                                            |
| 46                         | Kōken                | 孝謙天皇   | 718-770      | 749-758        | Sa fille. Impératrice, régna deux fois (voir no 48).                                                 |
| 47                         | Junnin               | 淳仁天皇   | 733-765      | 758-764        | Son cousin. Intégré sur la liste officielle par l'empereur Meiji en 1870.                            |
| 48                         | Shōtoku              | 称徳天皇   | 718-770      | 764-770        | Impératrice, régna deux fois (voir no 46)                                                            |
| 49                         | Kōnin                | 光仁天皇   | 709-782      | 770-781        | Son beau-frère, petit-fils de Tenchi.                                                                |
| 50                         | Kanmu ou Kashiwabara | 桓武天皇   | 737-806      | 781-806        | Son fils.                                                                                            |
| Époque de Heian (794-1185) |                      |            |              |                | |
| 50                         | Kanmu ou Kashiwabara | 桓武天皇   | 737-806      | 781-806        | Son fils.                                                                                            |
| 51                         | Heizei ou Nara       | 平城天皇   | 774-824      | 806-809        | Son fils                                                                                             |
| 52                         | Saga                 | 嵯峨天皇   | 786-842      | 809-823        | Son frère.                                                                                           |
| 53                         | Junna ou Sai         | 淳和天皇   | 786-840      | 823-833        | Leur frère.                                                                                          |
| 54                         | Ninmyō ou Fukakusa   | 仁明天皇   | 810-850      | 833-850        | Son neveu, fils de Saga.                                                                             |
| 55                         | Montoku              | 文徳天皇   | 827-858      | 850-858        | Son fils.                                                                                            |
| 56                         | Seiwa ou Mizunoo     | 清和天皇   | 850-881      | 858-876        | Son fils.                                                                                            |
| 57                         | Yōzei                | 陽成天皇   | 869-949      | 876-884        | Son fils.                                                                                            |
| 58                         | Kōkō ou Komatsu      | 光孝天皇   | 830-887      | 884-887        | Son grand-oncle, fils de Nimmyō.                                                                     |
| 59                         | Uda                  | 宇多天皇   | 867-931      | 887-897        | Son fils.                                                                                            |
| 60                         | Daigo                | 醍醐天皇   | 885-930      | 897-930        | Son fils.                                                                                            |
| 61                         | Suzaku               | 朱雀天皇   | 923-952      | 930-946        | Son fils.                                                                                            |
| 62                         | Murakami             | 村上天皇   | 926-967      | 946-967        | Son frère.                                                                                           |
| 63                         | Reizei               | 冷泉天皇   | 950-1011     | 967-969        | Son fils.                                                                                            |
| 64                         | En'yū                | 円融天皇   | 959-991      | 969-984        | Son frère.                                                                                           |
| 65                         | Kazan                | 花山天皇   | 968-1008     | 984-986        | Son neveu, fils de Reizei.                                                                           |
| 66                         | Ichijō               | 一条天皇   | 980-1011     | 986-1011       | Son cousin, fils d'En'yū.                                                                            |
| 67                         | Sanjō                | 三条天皇   | 976-1017     | 1011-1016      | Son cousin, fils de Reizei.                                                                          |
| 68                         | Go-Ichijō            | 後一条天皇 | 1008-1036    | 1016-1036      | Son petit-cousin, fils d'Ichijō.                                                                     |
| 69                         | Go-Suzaku            | 後朱雀天皇 | 1009-1045    | 1036-1045      | Son frère.                                                                                           |
| 70                         | Go-Reizei            | 後冷泉天皇 | 1025-1068    | 1045-1068      | Son fils.                                                                                            |
| 71                         | Go-Sanjō             | 後三条天皇 | 1034-1073    | 1068-1073      | Son frère.                                                                                           |
| 72                         | Shirakawa            | 白河天皇   | 1053-1129    | 1073-1087      | Son fils. In 1087 - 1129                                                                             |
| 73                         | Horikawa             | 堀河天皇   | 1079-1107    | 1087-1107      | Son fils.                                                                                            |
| 74                         | Toba                 | 鳥羽天皇   | 1103-1156    | 1107-1123      | Son fils. In 1129 - 1156                                                                             |
| 75                         | Sutoku               | 崇徳天皇   | 1119-1164    | 1123-1142      | Son fils.                                                                                            |
| 76                         | Konoe                | 近衛天皇   | 1139-1155    | 1142-1155      | Son frère.                                                                                           |
| 77                         | Go-Shirakawa         | 後白河天皇 | 1127-1192    | 1155-1158      | Leur frère. In 1158 - 1192                                                                           |
| 78                         | Nijō                 | 二条天皇   | 1143-1165    | 1158-1165      | Son fils.                                                                                            |
| 79                         | Rokujō               | 六条天皇   | 1164-1176    | 1165-1168      | Son fils.                                                                                            |
| 80                         | Takakura             | 高倉天皇   | 1161-1181    | 1168-1180      | Son oncle, frère de Nijō.                                                                            |
| 81                         | Antoku               | 安徳天皇   | 1178-1185    | 1180-1183      | Son fils.                                                                                            |
| 82                         | Go-Toba              | 後鳥羽天皇 | 1180-1239    | 1183-1198      | Son frère.                                                                                           |

== Antiquité (古代, Kodai) ==
| Rang                       | Noms de règne        | Kanji      | Dates de vie | Dates de règne | Notes                                                                                                |
| -------------------------- | -------------------- | ---------- | ------------ | -------------- | --- |
| Période Yamato             |                      |            |              |                | |
| Période Kofun              |                      |            |              |                | |
| 17                         | Richū                | 履中天皇   | 336-405      | 400-405        | Son fils. Dates probablement inexactes.                                                              |
| 18                         | Hanzei               | 反正天皇   | 352-411      | 406-411        | Son frère. Dates probablement inexactes.                                                             |
| 19                         | Ingyō                | 允恭天皇   | 374-453      | 412-453        | Leur frère. Dates probablement inexactes.                                                            |
| 20                         | Ankō                 | 安康天皇   | 401-456      | 454-456        | Son fils. Dates probablement inexactes.                                                              |
| 21                         | Yūryaku              | 雄略天皇   | 418-479      | 457-479        | Son frère. Dates probablement inexactes.                                                             |
| 22                         | Seinei               | 清寧天皇   | 444-484      | 480-484        | Son fils. Dates probablement inexactes.                                                              |
| 23                         | Kenzō                | 顕宗天皇   | 440-487      | 485-487        | Son cousin issu de germain, petit-fils de Richū. Dates probablement inexactes.                       |
| 24                         | Ninken               | 仁賢天皇   | 448-498      | 488-498        | Son frère. Dates probablement inexactes.                                                             |
| 25                         | Buretsu              | 武烈天皇   | 489-507      | 499-507        | Son fils. Dates probablement inexactes.                                                              |
| 26                         | Keitai               | 継体天皇   | 450-531      | 507-531        | Descendant supposé d'Ōjin. Dates probablement inexactes. Possible fondateur d'une nouvelle dynastie. |
| 27                         | Ankan                | 安閑天皇   | 466-535      | 531-535        | Son fils. Dates probablement inexactes.                                                              |
| 28                         | Senka                | 宣化天皇   | 467-539      | 535-539        | Son frère. Dates probablement inexactes.                                                             |
| Période Asuka (552-710)    |                      |            |              |                | |
| 29                         | Kimmei               | 欽明天皇   | 509-571      | 539-571        | Leur frère.                                                                                          |
| 30                         | Bidatsu              | 敏達天皇   | 538-585      | 572-585        | Son fils.                                                                                            |
| 31                         | Yōmei                | 用明天皇   | 540-587      | 585-587        | Son frère.                                                                                           |
| 32                         | Sushun               | 崇峻天皇   | 523-592      | 587-592        | Leur frère.                                                                                          |
| 33                         | Suiko                | 推古天皇   | 554-628      | 593-628        | Leur sœur. Première impératrice régnante.                                                            |
| 34                         | Jomei                | 舒明天皇   | 593-641      | 629-641        | Son petit-neveu, petit-fils de Bidatsu.                                                              |
| 35                         | Kōgyoku              | 皇極天皇   | 594-661      | 642-645        | Sa nièce et épouse. Impératrice, régna deux fois (voir no 37).                                       |
| 36                         | Kōtoku               | 孝徳天皇   | 597-654      | 645-654        | Son frère.                                                                                           |
| 37                         | Saimei               | 斉明天皇   | 594-661      | 655-661        | Impératrice, régna deux fois (voir no 35).                                                           |
| 38                         | Tenchi               | 天智天皇   | 626-671      | 661-671        | Son fils et celui de Jomei.                                                                          |
| 39                         | Kōbun                | 弘文天皇   | 648-672      | 672            | Son fils.                                                                                            |
| 40                         | Temmu                | 天武天皇   | 622-686      | 672-686        | Son oncle, frère de Tenchi.                                                                          |
| 41                         | Jitō                 | 持統天皇   | 645-703      | 686-697        | Son épouse et nièce, fille de Tenchi. Impératrice.                                                   |
| 42                         | Mommu                | 文武天皇   | 683-707      | 697-707        | Son petit-fils et celui de Temmu.                                                                    |
| 43                         | Gemmei               | 元明天皇   | 661-722      | 707-715        | Sa mère, fille de Tenchi. Impératrice.                                                               |
| Époque de Nara (710-794)   |                      |            |              |                | |
| 43                         | Gemmei               | 元明天皇   | 661-722      | 707-715        | Sa mère, fille de Tenchi. Impératrice.                                                               |
| 44                         | Genshō               | 元正天皇   | 680-748      | 715-724        | Sa fille. Impératrice.                                                                               |
| 45                         | Shōmu                | 聖武天皇   | 701-756      | 724-749        | Son neveu, fils de Mommu.                                                                            |
| 46                         | Kōken                | 孝謙天皇   | 718-770      | 749-758        | Sa fille. Impératrice, régna deux fois (voir no 48).                                                 |
| 47                         | Junnin               | 淳仁天皇   | 733-765      | 758-764        | Son cousin. Intégré sur la liste officielle par l'empereur Meiji en 1870.                            |
| 48                         | Shōtoku              | 称徳天皇   | 718-770      | 764-770        | Impératrice, régna deux fois (voir no 46)                                                            |
| 49                         | Kōnin                | 光仁天皇   | 709-782      | 770-781        | Son beau-frère, petit-fils de Tenchi.                                                                |
| 50                         | Kanmu ou Kashiwabara | 桓武天皇   | 737-806      | 781-806        | Son fils.                                                                                            |
| Époque de Heian (794-1185) |                      |            |              |                | |
| 50                         | Kanmu ou Kashiwabara | 桓武天皇   | 737-806      | 781-806        | Son fils.                                                                                            |
| 51                         | Heizei ou Nara       | 平城天皇   | 774-824      | 806-809        | Son fils                                                                                             |
| 52                         | Saga                 | 嵯峨天皇   | 786-842      | 809-823        | Son frère.                                                                                           |
| 53                         | Junna ou Sai         | 淳和天皇   | 786-840      | 823-833        | Leur frère.                                                                                          |
| 54                         | Ninmyō ou Fukakusa   | 仁明天皇   | 810-850      | 833-850        | Son neveu, fils de Saga.                                                                             |
| 55                         | Montoku              | 文徳天皇   | 827-858      | 850-858        | Son fils.                                                                                            |
| 56                         | Seiwa ou Mizunoo     | 清和天皇   | 850-881      | 858-876        | Son fils.                                                                                            |
| 57                         | Yōzei                | 陽成天皇   | 869-949      | 876-884        | Son fils.                                                                                            |
| 58                         | Kōkō ou Komatsu      | 光孝天皇   | 830-887      | 884-887        | Son grand-oncle, fils de Nimmyō.                                                                     |
| 59                         | Uda                  | 宇多天皇   | 867-931      | 887-897        | Son fils.                                                                                            |
| 60                         | Daigo                | 醍醐天皇   | 885-930      | 897-930        | Son fils.                                                                                            |
| 61                         | Suzaku               | 朱雀天皇   | 923-952      | 930-946        | Son fils.                                                                                            |
| 62                         | Murakami             | 村上天皇   | 926-967      | 946-967        | Son frère.                                                                                           |
| 63                         | Reizei               | 冷泉天皇   | 950-1011     | 967-969        | Son fils.                                                                                            |
| 64                         | En'yū                | 円融天皇   | 959-991      | 969-984        | Son frère.                                                                                           |
| 65                         | Kazan                | 花山天皇   | 968-1008     | 984-986        | Son neveu, fils de Reizei.                                                                           |
| 66                         | Ichijō               | 一条天皇   | 980-1011     | 986-1011       | Son cousin, fils d'En'yū.                                                                            |
| 67                         | Sanjō                | 三条天皇   | 976-1017     | 1011-1016      | Son cousin, fils de Reizei.                                                                          |
| 68                         | Go-Ichijō            | 後一条天皇 | 1008-1036    | 1016-1036      | Son petit-cousin, fils d'Ichijō.                                                                     |
| 69                         | Go-Suzaku            | 後朱雀天皇 | 1009-1045    | 1036-1045      | Son frère.                                                                                           |
| 70                         | Go-Reizei            | 後冷泉天皇 | 1025-1068    | 1045-1068      | Son fils.                                                                                            |
| 71                         | Go-Sanjō             | 後三条天皇 | 1034-1073    | 1068-1073      | Son frère.                                                                                           |
| 72                         | Shirakawa            | 白河天皇   | 1053-1129    | 1073-1087      | Son fils. In 1087 - 1129                                                                             |
| 73                         | Horikawa             | 堀河天皇   | 1079-1107    | 1087-1107      | Son fils.                                                                                            |
| 74                         | Toba                 | 鳥羽天皇   | 1103-1156    | 1107-1123      | Son fils. In 1129 - 1156                                                                             |
| 75                         | Sutoku               | 崇徳天皇   | 1119-1164    | 1123-1142      | Son fils.                                                                                            |
| 76                         | Konoe                | 近衛天皇   | 1139-1155    | 1142-1155      | Son frère.                                                                                           |
| 77                         | Go-Shirakawa         | 後白河天皇 | 1127-1192    | 1155-1158      | Leur frère. In 1158 - 1192                                                                           |
| 78                         | Nijō                 | 二条天皇   | 1143-1165    | 1158-1165      | Son fils.                                                                                            |
| 79                         | Rokujō               | 六条天皇   | 1164-1176    | 1165-1168      | Son fils.                                                                                            |
| 80                         | Takakura             | 高倉天皇   | 1161-1181    | 1168-1180      | Son oncle, frère de Nijō.                                                                            |
| 81                         | Antoku               | 安徳天皇   | 1178-1185    | 1180-1183      | Son fils.                                                                                            |
| 82                         | Go-Toba              | 後鳥羽天皇 | 1180-1239    | 1183-1198      | Son frère.                                                                                           |